# 唐渡吉則
唐渡 吉則（からわたり よしのり、1939年 - ）は、日本のプロ野球中継専属リポーター・ラジオパーソナリティ・歌手・実業家（広告会社社長〔株式会社クリエイティブタグ代表取締役〕 - 本業）。大阪府生まれ。MBSラジオ制作の阪神タイガース（以下、阪神、同球団）関連番組で、長らくリポーター・スポーツコメンテーターとして活躍していた。
通称は『ミスター・トラ』（元々は、阪神関連番組出演時の名義だった。後述参照）。愛称は『唐（から）さん』、『からやん』。血液型はA型。

## 人物・略歴
1962年に関西大学文学部新聞学科を卒業してから、広告代理店に8年間在籍。トップセールスマンとして活躍した後に、独立して広告会社を設立した。この会社が阪神公認の広告代理店になったのを機に、同球団のグッズを制作するスポンサーとの契約を業務として手掛けるようになった。
『ミスター・トラ』として放送に出演したきっかけは、1974年にサンテレビジョンが阪神タイガース関連の1時間番組を制作する際に、広告会社の社長としてアイデアを出したことにある。当初は番組のキャスターとして、別の人物に『ミスター・トラ』（トラはタイガースの意味）を名乗らせる予定だったが、関係者の勧めで自ら同球団のユニフォームを着て出演することになった。
1977年からはMBSラジオ（当時の社名は毎日放送）で、阪神の情報・応援番組『トラ!トラ!トラ!タイガース!!』のパーソナリティを担当（当初は、覆面レポーターの『ミスター・トラ』として出演）。同球団の監督・選手・コーチや関係者をしばしばゲストに招く一方で、広岡達朗をはじめ、球界・実業界との幅広い交流を披露することもあった。同番組は後に、プロ野球ナイター中継番組『毎日放送ダイナミックナイター』や『太田幸司のスポーツナウ』（ナイターオフ番組）の内包コーナーとして継続。2000年には、タイトルを『ミスタートラ・唐渡吉則のとことん!!タイガース』と改めた。
1990年代には、ホーム・ビジターを問わず、『毎日放送ダイナミックナイター』で中継される阪神タイガース公式戦の全試合を取材。MBSラジオのプロ野球中継が『MBSタイガースナイター』になった2003年から同球団側のベンチリポーターを退いたが、同中継の前座番組や『太田幸司の熱血!タイガーススタジアム』（『太田幸司のスポーツナウ』の後継番組）でも「とことん!!タイガース」を続けていた。
『とことん!!タイガース』は、2009年4月2日の『太田幸司の熱血!タイガーススタジアム』を最後に放送を終了。前身の『トラ!トラ!トラ!タイガース!!』時代を含めて32年という通算放送期間は、同一人物がパーソナリティ・キャスターを務めるスポーツ番組で日本最長とされる。
また、歌手として「男一途の人生姿（おとこいちず - はれすがた）」（阪神監督時代の星野仙一を歌った楽曲で在任最終年の2003年にリリース）などを発表。『トラ!トラ!トラ!タイガース!!』を『とことん!!タイガース』に改称したのも、2000年3月に同名の楽曲を発表したことによる（改称を機にオープニング曲へ採用）。2008年3月12日には、『唐さん・一枝のoh!艶歌』で共演中の桜井一枝とのデュエット曲「ありがとう御堂筋」などを収録した初のミニアルバム「ド・ドンと行こうぜタイガース/ありがとう御堂筋」を発売。大阪星野仙一後援会「虎仙会」の副幹事長も務めていた。ちなみに、1992年にカバーソングとして発表した「六甲おろし」は、同球団の公認歌に指定。「ド・ドンと行こうぜタイガース」も2008年、同球団が阪神甲子園球場や京セラドーム大阪などでホームゲームを開催する際に、試合前の球場内で流されていた。
MBSラジオでは、『とことん!!タイガース』が終了してからも、『ミスタートラ・唐渡吉則のOh!艶歌（→唐さん・一枝のoh!艶歌）』『三枝輝行の商い勘所』といった番組でレギュラー出演を継続。また、本人出演のCMも放送されていた。しかし、『oh!艶歌』が2020年9月27日、『商い勘所』が2021年3月28日で終了したことによってレギュラー番組が消滅した。

## 出演番組

### 過去
特記なき場合、MBSラジオの番組
- 毎日放送ダイナミックナイター（阪神側ベンチリポーター）
  - 上記タイトルで放送していた2002年シーズンまでは、阪神のビジターゲームを相手チームの地元局からのネット受け形式で中継することが多かったため、以下の地元局中継にも登場していた（以下は現行タイトルで記述）。
    - TBSラジオ エキサイトベースボール（月・金曜日。巨人主催時は原則としてJRN全国ネット本番）
    - ニッポン放送ショウアップナイター（火〜木・土・日曜日。巨人主催時の火〜木は原則としてNRN全国ネット本番。土・日曜はLF-MBS2局ネット）
    - CBCドラゴンズナイター（対中日ドラゴンズ戦、月・金曜日）
    - 東海ラジオ ガッツナイター（同上、火〜木曜日）
    - RCCカープナイター（対広島東洋カープ戦、火〜金曜日、RCCがABC向けを本番とする火・金曜日は裏送り）
- トラ!トラ!トラ!タイガース→ミスタートラ・唐渡吉則のとことん!!タイガース（前述参照）
- もろから談々!（諸口あきらと共演）
  - タイトルの「もろから」は、2人の名字（諸口と唐渡）の頭文字から取られた。同番組の終了後、『太田幸司の熱血!タイガーススタジアム』の中で、安藤統男をパートナーに「あんから談々」というコーナーがレギュラーで放送されたことがある。
- MBS夜な夜な倶楽部・週刊諸口あきら（不定期）
- 唐さんのまいどoh!きに（日曜日7:30 - 8:00）
- 星野仙一の熱血・仙一夜（月曜日19:00 - 19:30 2010年5月 - 12月13日）
  - 星野が初めてラジオのパーソナリティーを務めたトーク番組で、レギュラーパートナーとして出演。レギュラー番組としては同年12月27日で終了したが、唐渡自身が体調を崩したため、最終回まで2回を残したところで事実上降板した。なお、残り2回は、上泉雄一（MBSアナウンサー）が唐渡の代役を務めている。
- 荒川強啓 デイ・キャッチ!（TBSラジオ）
  - 阪神タイガース関連の話題を扱う際に、コメンテーターとして不定期に出演していた。
- 唐さん・一枝の艶歌でOH!きに（日曜日16:30 - 17:10 2004年4月 - 2020年9月27日）
  - タイトルの艶歌を「えんか」と読ませる歌謡曲・演歌情報番組。桜井一枝がレギュラーで出演するまでは、『ミスタートラ・唐渡吉則のOh!艶歌』というタイトルで、月曜19:00 - 19:30（～2007年9月）→日曜16:30 - 17:30（～2008年3月）に放送されていた。
- 三枝輝行の商い勘所
  - 2007年度のナイターオフ期間（2007年11月 - 2008年3月29日）に、土曜19:30 - 20:00の時間帯で放送開始。2008年3月31日から1年間は、月曜19:00 - 19:30に放送されていた。以降は、2021年3月に終了するまで、放送枠を日曜日の9:30 - 10:00に編成。

## その他
- 大阪日日新聞、日本海新聞（姉妹紙） 毎週火曜日にラジオ番組と同名の「ド・ドンと行こうぜタイガース」（旧「とことん!!タイガース（ミスタートラの猛虎情報）」）と題したコラムを執筆